# GoldSrc
A GoldSrc (vagy Goldsource) a Valve Corporation által fejlesztett számítógépes grafikus motor, amely 1998-ban debütált a Half-Life című játékban. Alapját az id Software játékának, a Quake-nek a grafikus motorja képezi, melyet jelentős mértékben módosítottak. A Half-Life sikerét követően a Valve számos más játékának az alapja volt, köztük a Counter-Strike és a Day of Defeat is ilyen formában jelent meg először.
2004-ben a GoldSrc-t leváltotta a Source motor, de időnként azóta is kap frissítéseket.

## Fejlesztése
Alapját a Quake grafikus motorja képezi, melyet a Valve alaposan átírt. Gabe Newell elmondása szerint a kód igen jelentős részét ők alkották meg, csak a váz az, ami megmaradt. Voltak olyan elemek, mint a mesterséges intelligencia, amit az alapoktól kezdve írtak meg. Más Quake-játékokból, mint a QuakeWorld és a Quake II is bekerültek részletek, de csak minimális mértékben. 1997-ben a Valve felfogadta Ben Morrist és megszerezte a WorldCraft felhasználási jogát (ez egy Quake-térképek készítésére alkalmas program volt). Átnevezvén Valve Hammer Editor-ra, ez lett a csapat hivatalos eszköze a GoldSrc térképeihez. A beépített vázanimáció-támogatás és az arckifejezések beállíthatósága olyan extrák voltak, melyek az akkori játékokban még közel sem voltak olyan fejlettek, mint itt.
Kezdetben nem volt neve, csak mint "The Half-Life Engine" hivatkoztak rá. Aztán amikor a Valve elkezdte fejleszteni a Source grafikus motort, a kód egyes elemeit átemelték, így a Source, a "leszármazott" után az eredeti megkapta a GoldSrc nevet, mivel még mindig használatban volt és párhuzamosan fejlesztettek alá is. 2013-ban Mac OS X és Linux alá is átportolták, amelynek köszönhetően ezeken a platformokon is játszhatókká váltak a GoldSrc motoros játékok.

## A motort használó játékok
- 1998 – Half-Life (Valve Corporation)
- 1999 – Team Fortress Classic (Valve Corporation)
- 1999 – Half-Life: Opposing Force (Gearbox Software)
- 2000 – Counter-Strike (Valve Corporation)
- 2000 – Gunman Chronicles (Rewolf Software)
- 2000 – Ricochet (Valve Corporation)
- 2001 – Deathmatch Classic (Valve Corporation)
- 2001 – Half-Life: Blue Shift (Gearbox Software)
- 2002 – James Bond 007: Nightfire (Eurocom, Gearbox Software, Aspyr, JV Games)
- 2003 – Day of Defeat (Valve Corporation)
- 2003 – Counter-Strike Neo (Valve Corporation)
- 2004 – Counter-Strike: Condition Zero (Valve Corporation, Ritual Entertainment, Gearbox Software, Turtle Rock Studios)
- 2006 – The Ship: Murder Party
- 2008 – Counter-Strike Online (Valve Corporation, Nexon Corporation)
- 2013 – Cry of Fear
- 2014 – Counter Strike Nexon: Zombies
- 2016 – Sven Co-op